# Gemaingoutte
Gemaingoutte est une commune française située dans le massif des Vosges, à l'est du département des Vosges, en région Grand Est. Ses habitants sont appelés les lis ames de Gemaingoutte, c'est-à-dire les Hommes habitant ce lieu.

## Géographie

### Localisation
Gemaingoutte est un village rural de taille modeste dépend du canton et de l'arrondissement de Saint-Dié-des-Vosges et étant bâti essentiellement le long de l'ancienne route menant de Ban-de-Laveline à Wisembach, sur l'ubac de la vallée du Blanc Ru, un sous-affluent de la Fave.
Gemaingoutte se situe à moins de 20 min en voiture de Saint-Dié-des-Vosges (17 km) et de Sainte-Marie-aux-Mines (12 km), à 1h de Colmar (55 km), et à 1h10 de Nancy (100 km) et Strasbourg (82 km).

### Géologie et relief
La commune se compose de 17,65 hectares de territoires artificialisés (4,53 %), 79,41 hectares de territoires agricoles (20,36 %) et 292,72 hectares de forêts et milieux semi-naturels (75,06 %).
Espaces naturels :
- Un espace protégé hors Natura 2000 :

Ballons Des Vosges.
- Un espace protégé Natura 2000 :

Massif vosgien.
- Une zone naturelle d'intérêt écologique, faunistique et floristique (Znieff) :

Massif vosgien
Gemaingoutte possède un vaste domaine forestier s'étendant sur les lieux-dits de Le Beulay et de La Cude. La superficie totale du village incluant la forêt est de 390 hectares, dont 234 de forêt.
L'altitude varie entre 424 et 986 mètres, au lieu-dit du Violu. Important lieu de passage et d'affrontements, de nombreux sentiers balisés permettent de se livrer à la promenade sur les hauteurs de Gemaingoutte.
Géographiquement, la commune appartient à la région des Hautes-Vosges, au contact de la ligne de crête séparant la Lorraine de l'Alsace : il s'agit d'une des 201 communes du parc naturel régional des Ballons des Vosges.

### Sismicité
Commune située dans une zone 3 de sismicité modérée.

### Intercommunalité
La commune fait partie de la Communauté d'agglomération de Saint-Dié-des-Vosges depuis 2017, précédemment de la Communauté de communes Fave, Meurthe, Galilée (à partir de 2014), anciennement de la Communauté de communes du Val de Galilée (à partir de 1997).

### Communes limitrophes
La commune de Gemaingoutte est limitrophe de trois communes : Ban-de-Laveline, Bertrimoutier et Wisembach, et une commune alsacienne : Sainte-Marie-aux-Mines.
| Bertrimoutier   | Wisembach       | Wisembach              |
| Ban-de-Laveline | Gemaingoutte    | Sainte-Marie-aux-Mines |
| Ban-de-Laveline | Ban-de-Laveline | Sainte-Marie-aux-Mines |

### Lieux-dits et écarts
Gemaingoutte compte dix lieux-dits et écarts sur l'ensemble du territoire communal.
- Le Beuley
- la Beuverie
- Griffinoyer
- la Sausse
- la Cude
- Fontaine-de-la-Cour
- Goutte-du-Plaine
- Goutte-Méline
- la Logette
- le Rein-des-Orges

### Climat
Pour des articles plus généraux, voir Climat du Grand Est et Climat des Vosges.
En 2010, le climat de la commune est de type climat de montagne, selon une étude du Centre national de la recherche scientifique s'appuyant sur une série de données couvrant la période 1971-2000. En 2020, Météo-France publie une typologie des climats de la France métropolitaine dans laquelle la commune est exposée à un climat semi-continental et est dans la région climatique Vosges, caractérisée par une pluviométrie très élevée (1 500 à 2 000 mm/an) en toutes saisons et un hiver rude (moins de 1 °C).
Pour la période 1971-2000, la température annuelle moyenne est de 9,3 °C, avec une amplitude thermique annuelle de 16,8 °C. Le cumul annuel moyen de précipitations est de 1 225 mm, avec 12,9 jours de précipitations en janvier et 10,8 jours en juillet. Pour la période 1991-2020, la température moyenne annuelle observée sur la station météorologique de Météo-France la plus proche, « Ste Croix aux Mines », sur la commune de Sainte-Croix-aux-Mines à 10 km à vol d'oiseau, est de 10,8 °C et le cumul annuel moyen de précipitations est de 1 094,4 mm. 
La température maximale relevée sur cette station est de 39,8 °C, atteinte le 4 août 2022 ; la température minimale est de −18,2 °C, atteinte le 20 décembre 2009,,.
Les paramètres climatiques de la commune ont été estimés pour le milieu du siècle (2041-2070) selon différents scénarios d'émission de gaz à effet de serre à partir des nouvelles projections climatiques de référence DRIAS-2020. Ils sont consultables sur un site dédié publié par Météo-France en novembre 2022.

### Hydrographie et les eaux souterraines
Hydrogéologie et climatologie : Système d’information pour la gestion des eaux souterraines du bassin Rhin-Meuse :
Territoire communal : Occupation du sol (Corinne Land Cover); Cours d'eau (BD Carthage),
Géologie : Carte géologique; Coupes géologiques et techniques,
 Hydrogéologie : Masses d'eau souterraine; BD Lisa; Cartes piézométriques.
La commune est située dans le bassin versant du Rhin au sein du bassin Rhin-Meuse. Elle est drainée par le ruisseau le Blanc et le ruisseau de la Cude,.
Le ruisseau de la Cude prend sa source sur le territoire de la commune, sur les hautes pentes de la Tête du Violu au lieudit la Cheminée, mais il en sort par l'est pour rejoindre le Blanc Ru en amont de Wisembach.
D'autre « gouttes » de moindre importance suivent un chemin parallèle pour rejoindre le Blanc qui borde la commune au nord.

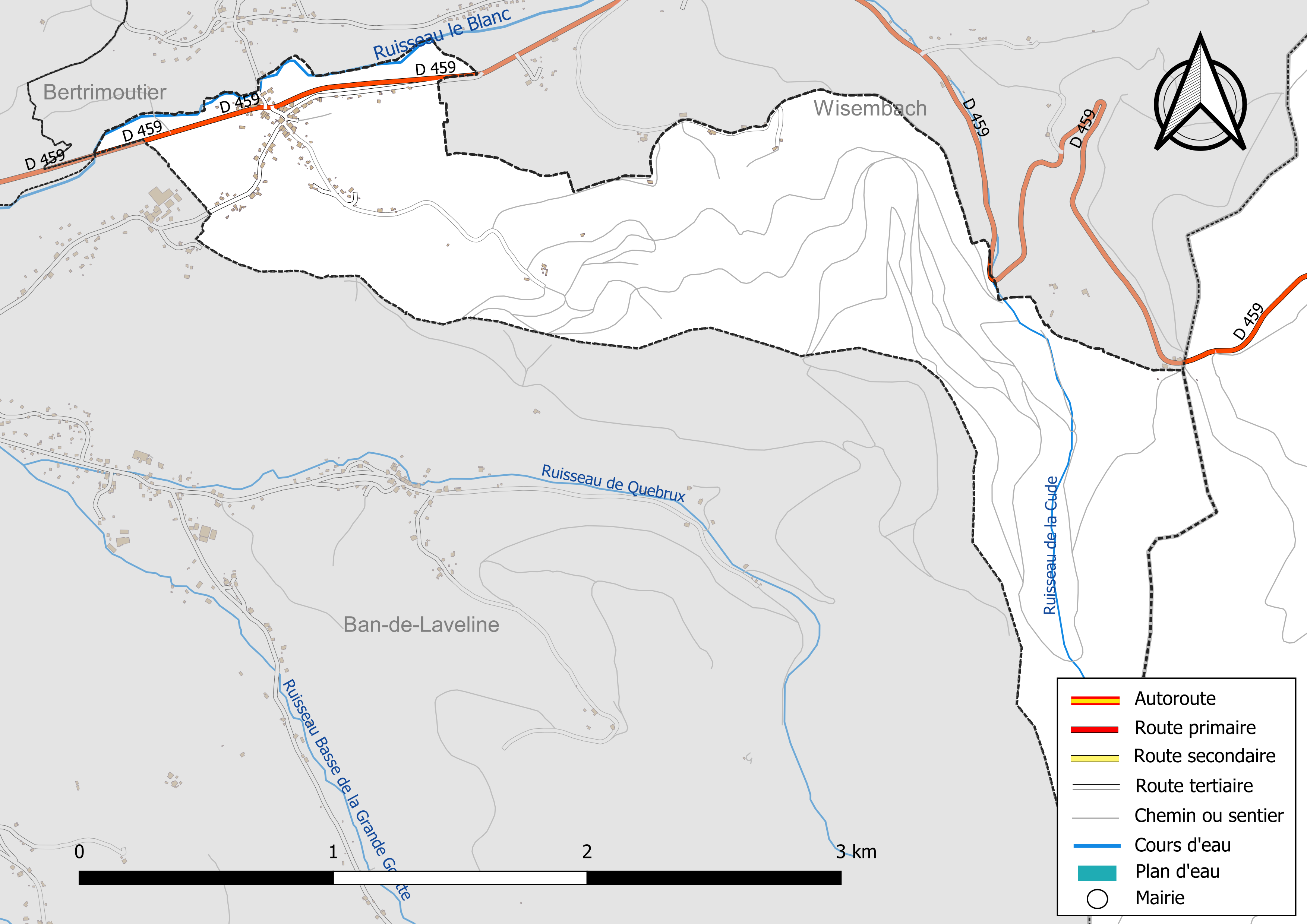
Réseaux hydrographique et routier de Gemaingoutte.

La qualité des eaux de baignade et des cours d’eau peut être consultée sur un site dédié géré par les agences de l’eau et l’Agence française pour la biodiversité.

## Urbanisme

### Typologie
Au 1er janvier 2024, Gemaingoutte est catégorisée commune rurale à habitat dispersé, selon la nouvelle grille communale de densité à sept niveaux définie par l'Insee en 2022.
Elle appartient à l'unité urbaine de Ban-de-Laveline, une agglomération intra-départementale regroupant six  communes, dont elle est une commune de la banlieue,,. Par ailleurs la commune fait partie de l'aire d'attraction de Saint-Dié-des-Vosges, dont elle est une commune de la couronne,. Cette aire, qui regroupe 47 communes, est catégorisée dans les aires de 50 000 à moins de 200 000 habitants,.

### Occupation des sols
L'occupation des sols de la commune, telle qu'elle ressort de la base de données européenne d’occupation biophysique des sols Corine Land Cover (CLC), est marquée par l'importance des forêts et milieux semi-naturels (74,7 % en 2018), une proportion sensiblement équivalente à celle de 1990 (74,6 %). La répartition détaillée en 2018 est la suivante : 
forêts (72,5 %), prairies (20,8 %), zones urbanisées (4,5 %), milieux à végétation arbustive et/ou herbacée (2,2 %). L'évolution de l’occupation des sols de la commune et de ses infrastructures peut être observée sur les différentes représentations cartographiques du territoire : la carte de Cassini (XVIIIe siècle), la carte d'état-major (1820-1866) et les cartes ou photos aériennes de l'IGN pour la période actuelle (1950 à aujourd'hui).

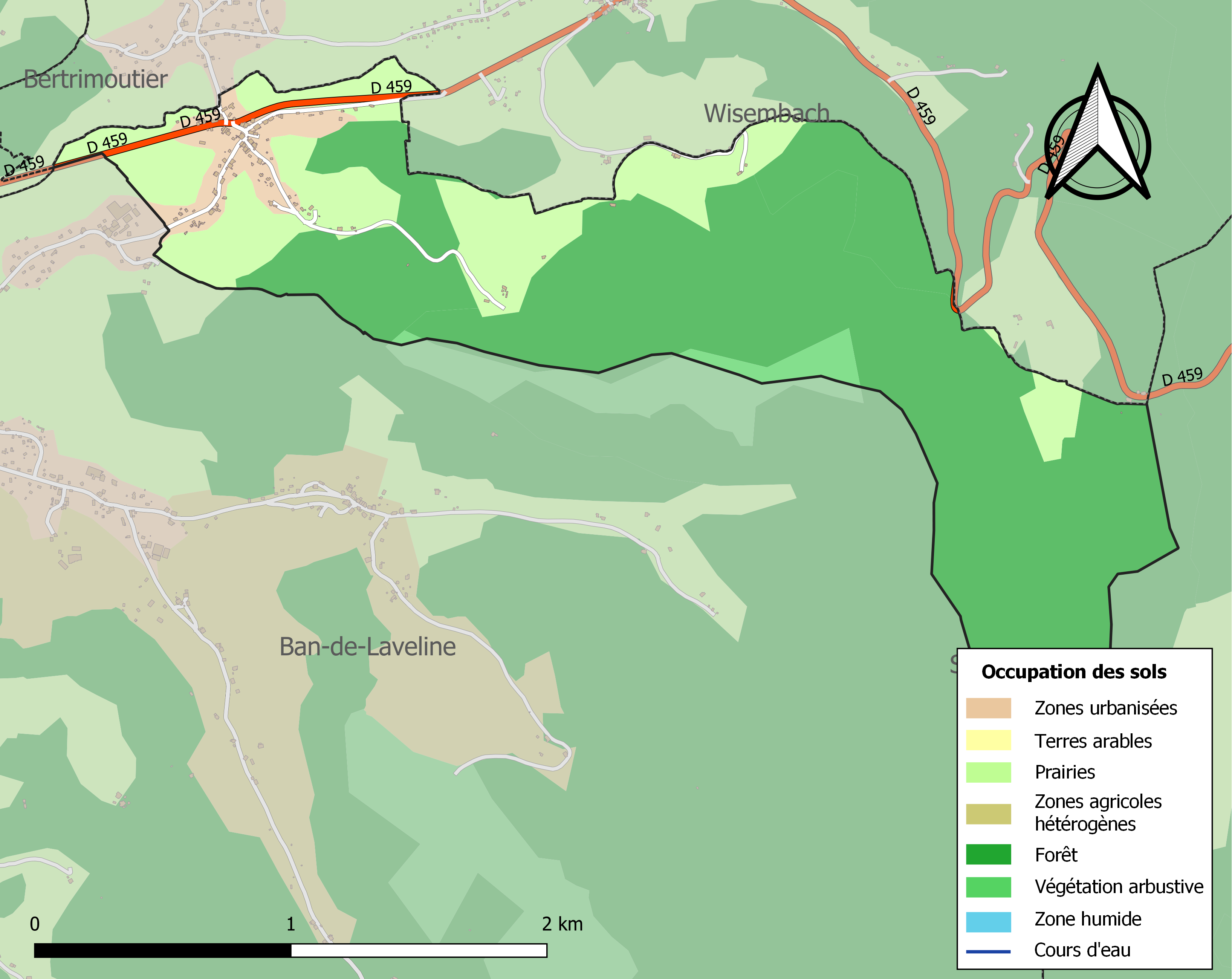
Carte des infrastructures et de l'occupation des sols de la commune en 2018 (CLC).

### Voies de communications et transports

#### Voies routières
- La commune est traversée par la route nationale 59 (RN59) - devenue D459 et évitant partiellement le centre de ladite commune.

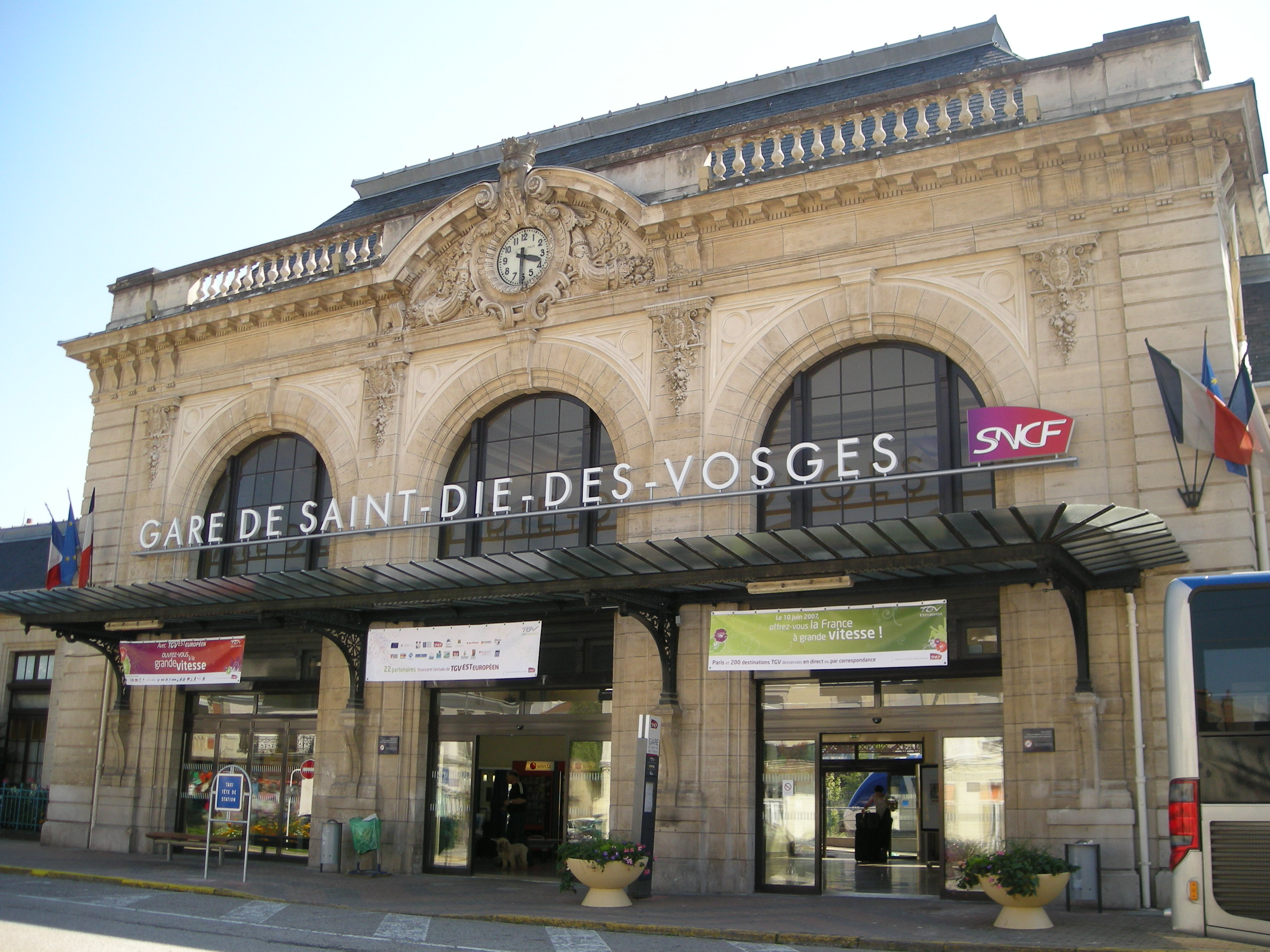
Gare de Saint-Dié-des-Vosges.

#### Transports en commun
- Fluo Grand Est.

#### Lignes SNCF
- Gare de Saint-Dié-des-Vosges[23].

### Situation immobilière

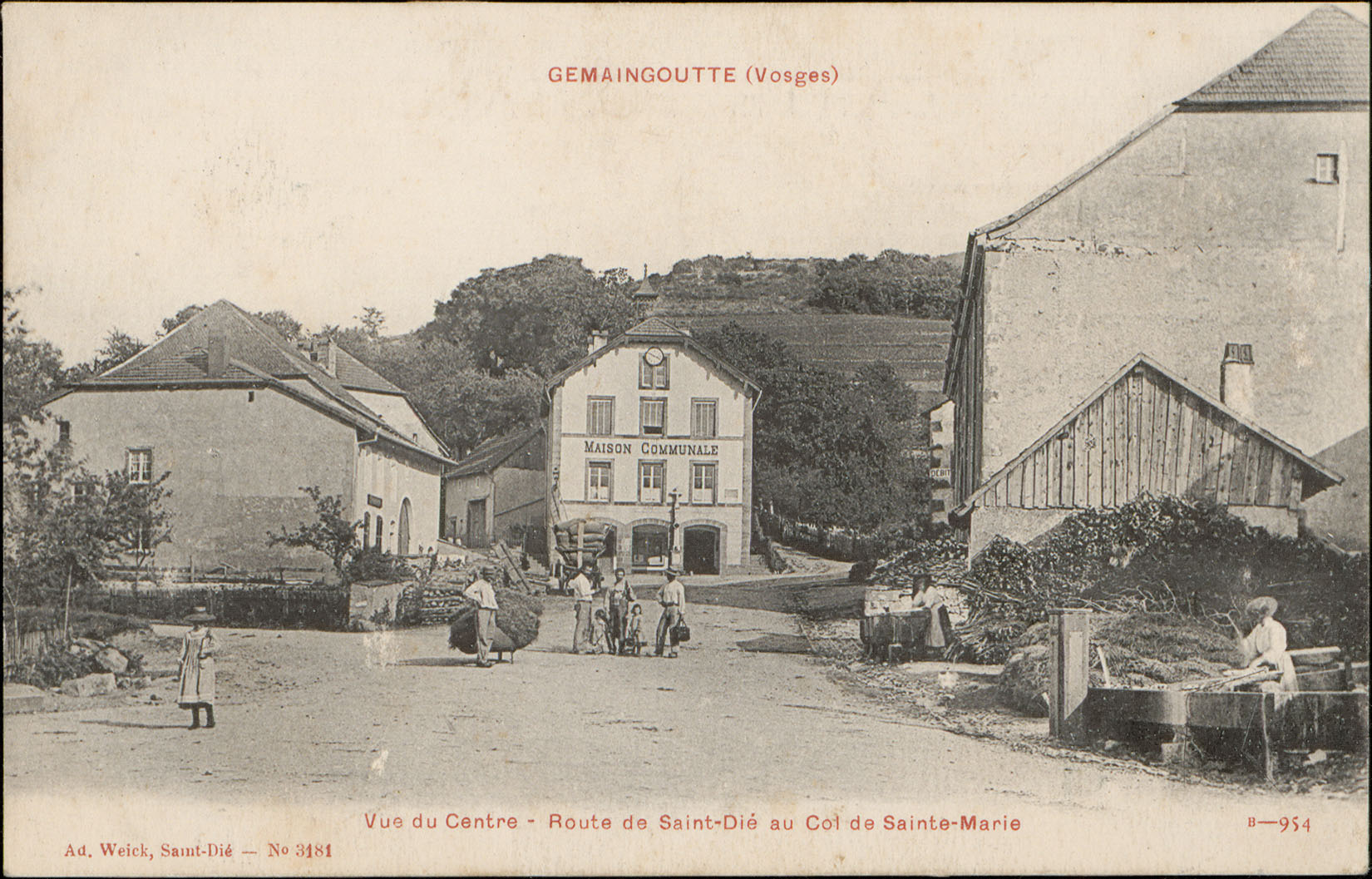
Vue historique du Centre (A. Weick) entre 1880 et 1945.

En 2016, Gemaingoutte comptait 79 logements dont :
- 64 résidences principales, soit 81 % des logements
- 14 résidences secondaires, soit 18 % des logements
- 1 logement vacant, soit 1 % des logements

Sur ces 79 logements :
- 74 sont de type maison, soit 93 % des logements
- 5 sont de type appartement, soit 7 % des logements

dont:
- 65 % à 5 pièces
- 23 % à 4 pièces
- 10 % à 3 pièces
- 2 % à 2 pièces

Situation en 2020 : 
- Nombre total de logements en 2020 : 84.
- Part des résidences principales : 81,1 %
- Part des résidences secondaires (y compris les logements occasionnels) : 16,4 %.

## Toponymie

### Attestations anciennes
Le nom de la localité est attesté sous les formes Gemaingoutte (1385) ; Gemeingoute (XIVe siècle) ; Gemengoute, Gemengoutte (XIVe siècle) ; Gemeingoutte (1478) ; Gemengoucte (1485) ; Gemengoutte (1633) ; Gemingoute (1711) ; Gemaingoutte ou Germaingoutte... on prononce Gemaingotte (1753) ; Gemingotte (1768) ; Remingotte (1768) ; Gemaingotte (1790) ; Gemingotte (an II).

### Étymologie
Gemaingoutte provient du dialecte vosgien gemellegotte qui signifie les « deux gouttes » ou « deux sources » donnant naissance à deux ruisseaux, du bas latin gutta « goutte , source , filet d'eau ».

Ce toponyme signale une distinction de deux ruisseaux ou fontaines proches à Gemaingoutte.
Goutte est le nom le plus courant des sources et de bien des ruisseaux dans les Vosges.
De très nombreux noms dans cette région sur les deux versants des Vosges sont formés du substantif ou du vieil adjectif gemmel ou jemmel dans plusieurs toponymes montagnards, ainsi Gemainfaing qui désigne les deux fins de terres cultivables ou finages et surtout mieux préservé au pluriel, les Jumeaux, deux buttes gréseuses remarquables isolées en promontoires entre Nompatelize et Saint-Michel-sur-Meurthe.

## Histoire

### Origines
Il a existé un sire de Gemaingoutte dont la maison forte devait se trouver à l'extrémité du chemin de la Gravelle. D'après Gravier, le village de Gemaingoutte (Gemeingut, Chemingoutte, Germaingoutte) devrait son nom et son origine à une colonie allemande qui vint se fixer dans cette contrée. En 1385, on trouve le nom de Hennemans, écuyer, seigneur de Gemaingoutte. En 1398, Conrad est sire de Gemaingoutte ; ses héritières Barbe et Madeleine de Fénétrange épousèrent Nicolas, comte de Meurs et de Saverne, et Ferdinand de Neufchâtel, lesquels devinrent seigneurs de Gemaingoutte : on les voit désignés ainsi en 1478. Le 26 mars 1618, Jean de la Croix donna ses reversales pour la haute justice de Gemaingoutte-lès-Saint-Dié. Ce village était le chef-lieu d'une mairie.

### Invasions suédoises
Lors du passage des Suédois, le village de Gemaingoutte a été incendié et les écrits municipaux détruits. On dit que dans la vallée de la Cude, près du col de Sainte-Marie un combat acharné a eu lieu entre les Suédois et les soldats du duc de Lorraine qui se trouvaient au Château du Faîte. Il existe encore au fond du vallon une croix portant le millésime de 1704, et qui aurait été élevée, dit-on, à la mémoire d'un colonel suédois tué dans le combat. Cette croix porte l'inscription : Vous qui passez, priez pour les trépassés.

### Mairie et école
La mairie et l'école mixte, ont été construites en 1874.

### Première Guerre mondiale
Durant la guerre de 1914-1918 le village de Gemaingoutte a été occupé pendant 18 jours et le plus important quartier a été détruit le 15 août 1915 par des obus incendiaires.
La commune a été décorée de la croix de guerre 1914-1918 le 22 octobre 1921.

## Politique et administration

### Budget et fiscalité 2023

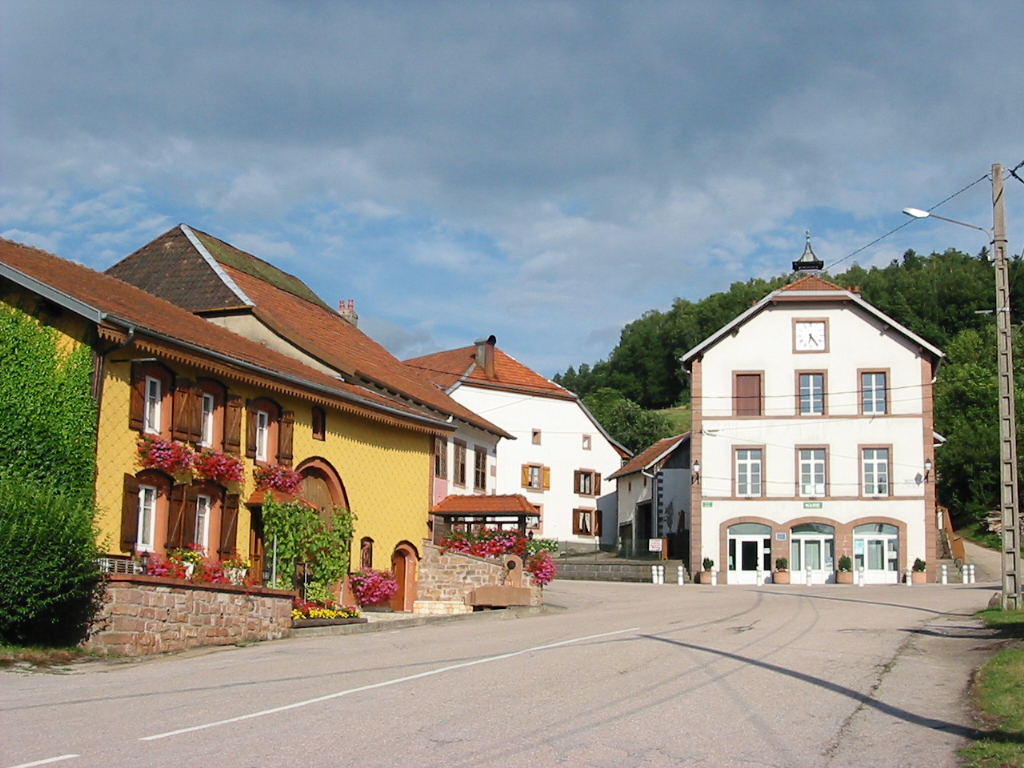
La mairie.

En 2023, le budget de la commune était constitué ainsi :
- total des produits de fonctionnement : 180 000 €, soit 1 225 € par habitant ;
- total des charges de fonctionnement : 142 000 €, soit 966 € par habitant ;
- total des ressources d’investissement : 29 000 €, soit 196 € par habitant ;
- total des emplois d’investissement : 54 000 €, soit 364 € par habitant.
- endettement : 159 000 €, soit 1 084 € par habitant.

Avec les taux de fiscalité suivants :
- taxe d’habitation : 21,42 % ;
- taxe foncière sur les propriétés bâties : 38,45 % ;
- taxe foncière sur les propriétés non bâties : 39,93 % ;
- taxe additionnelle à la taxe foncière sur les propriétés non bâties : 0,00 % ;
- cotisation foncière des entreprises : 0,00 %.

Chiffres clés Revenus et pauvreté des ménages en 2021 : médiane en 2021 du revenu disponible, par unité de consommation : 24 910 €.

### Liste des maires
| Période                                  | Période                       | Identité            | Étiquette | Qualité          |
| ---------------------------------------- | ----------------------------- | ------------------- | --------- | ---------------- |
| Les données manquantes sont à compléter. |                               |                     |           |                  |
|                                          | mars 1971                     | Joseph Pierron      |           | Agriculteur      |
| mars 1971                                | mars 1989                     | Jean Riette (°1926) | DVG       |                  |
| mars 1989                                | mars 2001                     | André Bresson       |           | Ouvrier textile  |
| mars 2001                                | mars 2008                     | Joëlle Baderot      |           |                  |
| mars 2008                                | En cours (au 18 février 2015) | Jacques Rouyer      |           | Boucher retraité |

## Population et société

### Démographie

#### Évolution démographique
L'évolution du nombre d'habitants est connue à travers les recensements de la population effectués dans la commune depuis 1793. Pour les communes de moins de 10 000 habitants, une enquête de recensement portant sur toute la population est réalisée tous les cinq ans, les populations de référence des années intermédiaires étant quant à elles estimées par interpolation ou extrapolation. Pour la commune, le premier recensement exhaustif entrant dans le cadre du nouveau dispositif a été réalisé en 2004.

En 2022, la commune comptait 152 habitants, en évolution de +11,76 % par rapport à 2016 (Vosges : −2,96 %, France hors Mayotte : +2,11 %).
| 1793 | 1800 | 1806 | 1821 | 1831 | 1836 | 1841 | 1846 | 1856 |
| ---- | ---- | ---- | ---- | ---- | ---- | ---- | ---- | ---- |
| 215  | 192  | 255  | 277  | 360  | 380  | 374  | 357  | 291  |

| 1861 | 1866 | 1876 | 1881 | 1886 | 1891 | 1896 | 1901 | 1906 |
| ---- | ---- | ---- | ---- | ---- | ---- | ---- | ---- | ---- |
| 317  | 331  | 315  | 311  | 299  | 274  | 252  | 257  | 273  |

| 1911 | 1921 | 1926 | 1931 | 1936 | 1946 | 1954 | 1962 | 1968 |
| ---- | ---- | ---- | ---- | ---- | ---- | ---- | ---- | ---- |
| 272  | 164  | 200  | 190  | 188  | 158  | 156  | 149  | 119  |

| 1975 | 1982 | 1990 | 1999 | 2004 | 2006 | 2009 | 2014 | 2019 |
| ---- | ---- | ---- | ---- | ---- | ---- | ---- | ---- | ---- |
| 103  | 124  | 123  | 122  | 123  | 121  | 119  | 131  | 145  |

| 2022 | - | - | - | - | - | - | - | - |
| ---- | - | - | - | - | - | - | - | - |
| 152  | - | - | - | - | - | - | - | - |

### Enseignement
Établissements d'enseignements :
- Écoles maternelles et primaires à Ban-de-Laveline, Raves, Sainte-Marie-aux-Mines, Lusse.
- Collèges à Sainte-Marie-aux-Mines, Provenchères-et-Colroy, Fraize, Saint-Dié-des-Vosges.
- Lycées à Sainte-Marie-aux-Mines, Saint-Dié-des-Vosges.

### Santé
Professionnels et établissements de santé :
- Médecins à Ban-de-Laveline, Le Beulay, Sainte-Marie-aux-Mines, Provenchères-sur-Fave.
- Pharmacies à Ban-de-Laveline, Sainte-Marie-aux-Mines, Provenchères-sur-Fave.
- Hôpitaux à Sainte-Marie-aux-Mines, Le Bonhomme, Fraize.

### Cultes
- Culte catholique, Paroisse de la Sainte Trinité[41], Diocèse de Saint-Dié.

## Économie

### Entreprises et commerces

#### Agriculture
- Culture et élevage associés.
- Élevage d'autres bovins et de buffles.

##### Zone d'appellation d'origine (AOC)
Gemaingoutte fait partie de 2 zones d’appellation d’origine : AOC Munster et AOC Miel de Sapin. Ces  distinctions  mettent  en  avant  la  qualité  des productions  agricoles  locales  ainsi  que  la  valeur des  espaces  dans  lesquels  ils  sont  produits.

#### Tourisme
- Le camping municipal[43].
- Hébergements et restauration à Ban-de-Laveline, Wisembach, Combrimont, La Croix-aux-Mines.

#### Commerces
- Commerces et services de proximité à Plainfaing, Sainte-Marie-aux-Mines, Sainte-Marguerite.

Il existe 5 entités économiques dite entreprises hors agriculture: 3 commerces (60 %), 1 entreprise de construction (20 %) et 1 entreprise de services (20 %). Ces entités sont toutes considérées comme étant des TPE.

## Vie locale et patrimoine

### Lieux et monuments

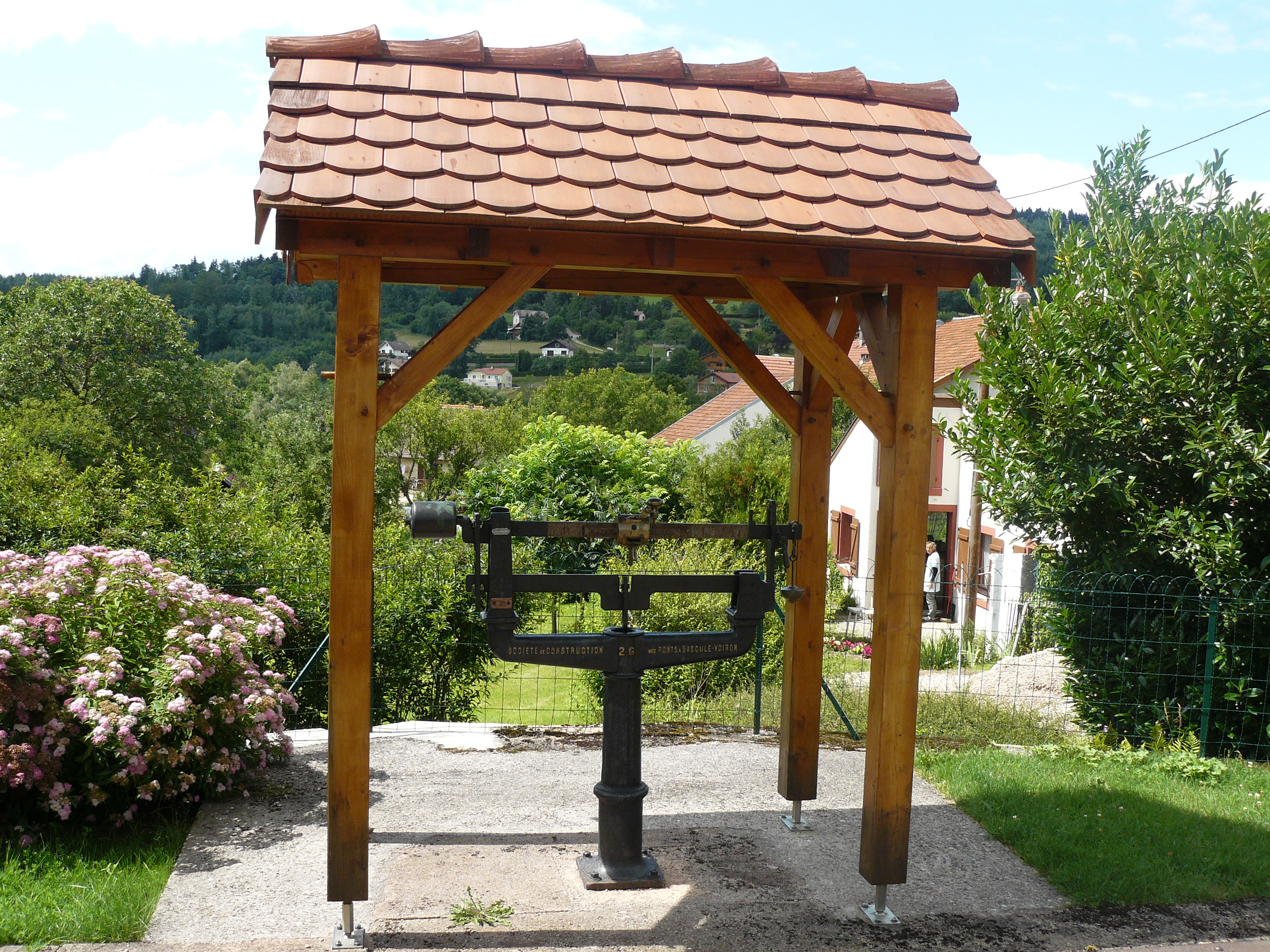
Pont à bascule permettant de peser les véhicules (XXe siècle).
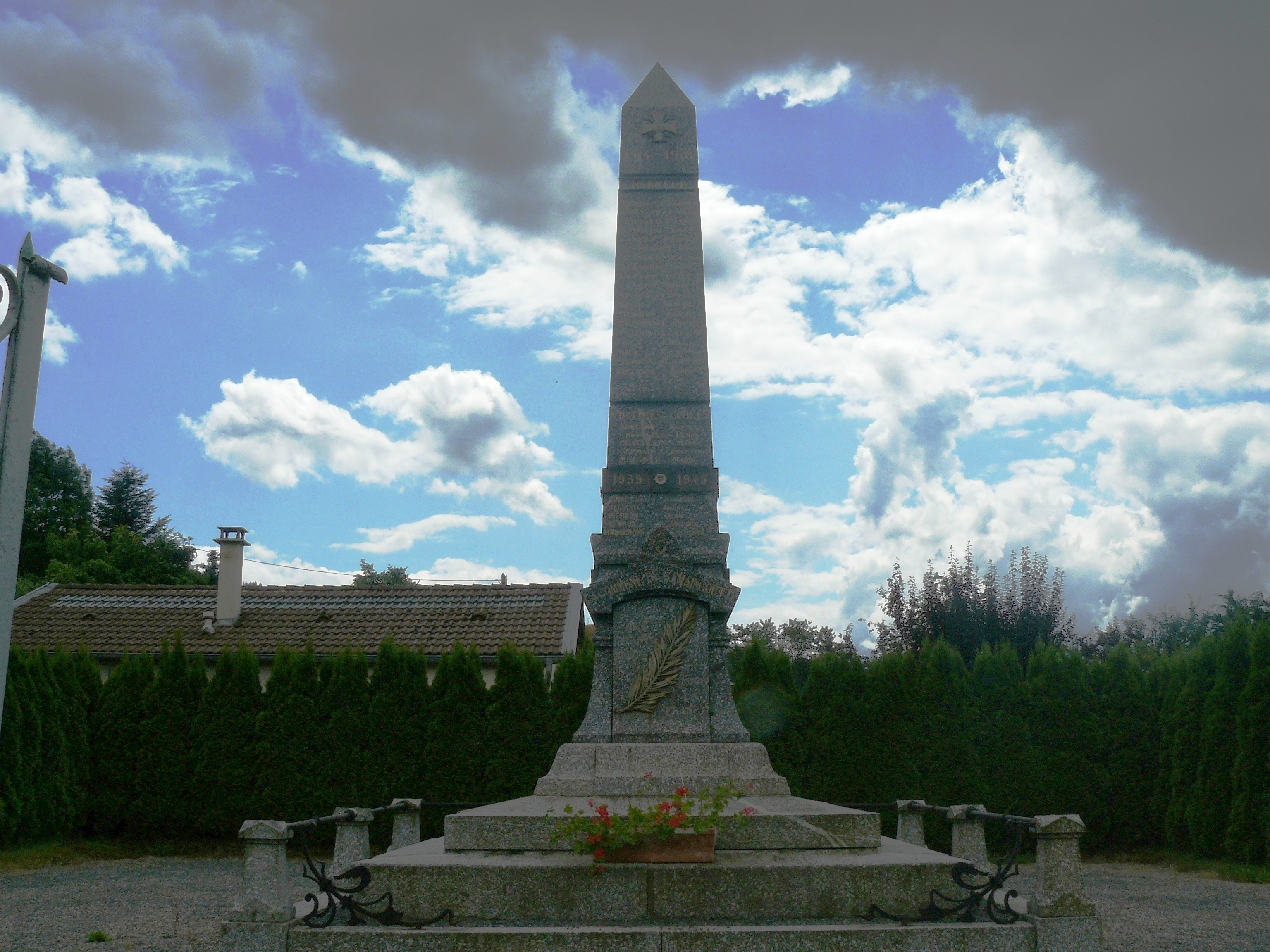
Monument aux morts de Gemaingoutte.
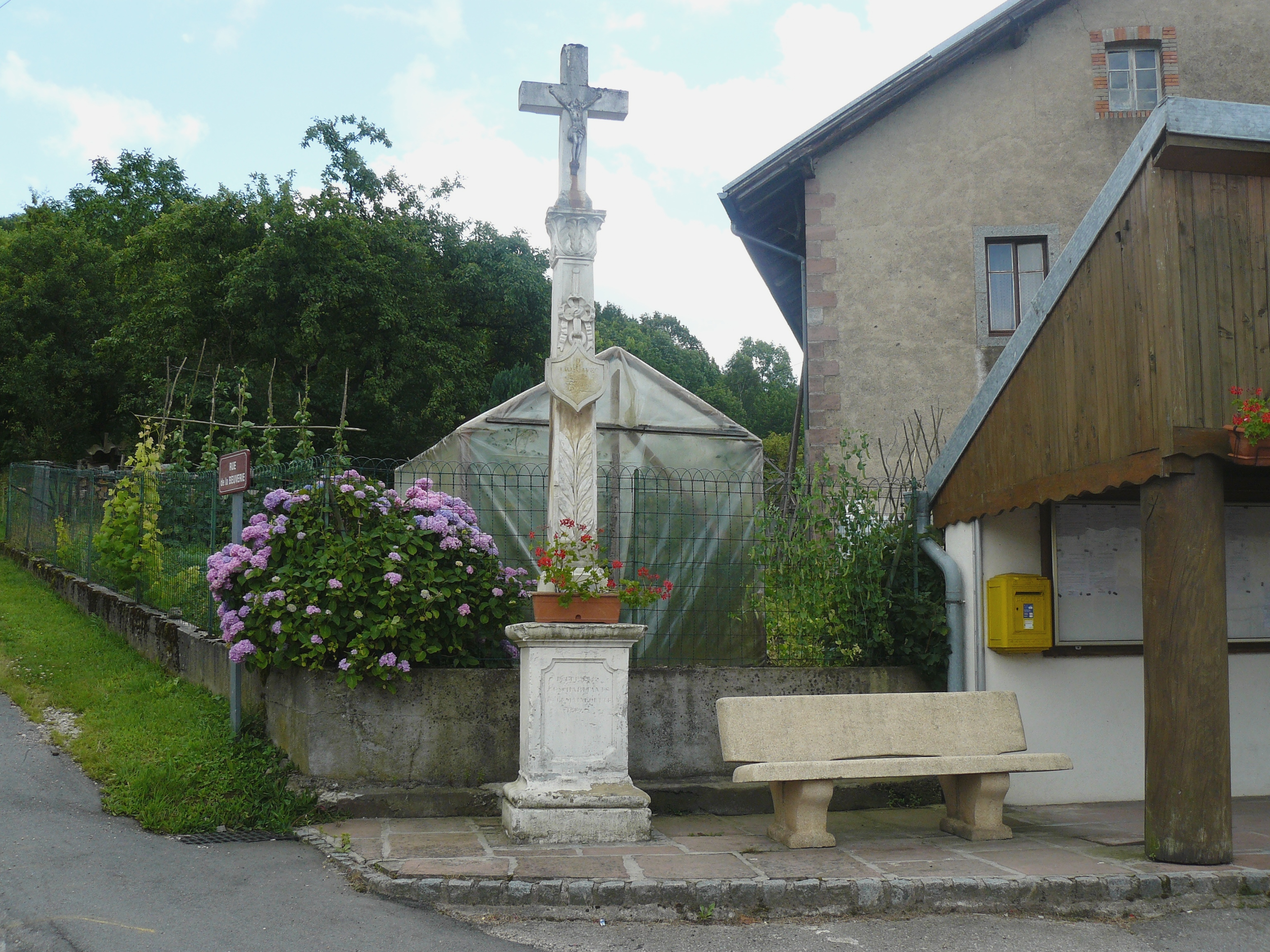
Croix de Gemaingoutte.

Il n'y a pas d'église à Gemaingoutte.
- Calvaire. Croix en pierre, appelée "Croix de Gemaingoutte".
- Croix des Suédois érigées en 1704[44] en mémoire du combat acharné entre les Suédois, alliés du roi de France, et les soldats du duc de Lorraine[45], restaurées avec le soutien de la Fondation pour la sauvegarde de l'art français[46].
- L'enquête thématique du service régional de l'Inventaire général du patrimoine culturel a permis de recenser de nombreuses maisons et fermes du XVIIIe siècle[47],[48],[49],[50].
- Salle polyvalente de Gemaingoutte destinée à recevoir des manifestations telles que des repas, spectacles, animations, jeux et réunions pour une capacité assise de 50 personnes. La structure possède une cuisine de grande taille[51].
- Monument aux morts. Il est situé en face de la mairie[52],[53],[54].

#### Fontaines
Il existe 3 fontaines notables à Gemaingoutte :
- La fontaine "Rue de la Mairie"[56],
- La fontaine du bas du village[57],
- La fontaine "Place de la Mairie"[58].

### Communication locale
La communication au sein de la commune de Gemaingoutte se fait à travers deux média :
- La station Illiwap[59], gérée par la municipalité, pour les informations de la municipalité à destination des habitants.
- Le médium Le Lavelinois[60], présent sur les réseaux sociaux, pour les informations entre les habitants de Gemaingoutte et les intéressés.

### Personnalités liées à la commune
- Médaillés de Sainte-Hélène : Jean-Baptiste Drouel, Dominique Bertrand[61].
- L'abbé Henri-Nicolas Lamaze[62].

### Héraldique, logotype et devise
Commune sans blason.